# 2024년 하계 올림픽 모로코 선수단
모로코는 2024년 7월 26일부터 8월 11일까지 파리에서 열리는 2024년 하계 올림픽에 출전했다. 이는 미국이 주도한 보이콧의 일환으로 1980년 모스크바 올림픽을 제외하고 모로코가 16번째 하계 올림픽에 출전하는 것이다.

## 출전 선수
| 종목         | 남자 | 여자 | 전체 |
| ------------ | ---- | ---- | ---- |
| 육상         | 8    | 5    | 13   |
| 복싱         | 0    | 3    | 3    |
| 브레이킹     | 1    | 1    | 2    |
| 카누         | 2    | 0    | 2    |
| 사이클       | 2    | 0    | 2    |
| 승마         | 1    | 1    | 2    |
| 펜싱         | 1    | 1    | 2    |
| 축구         | 18   | 0    | 18   |
| 골프         | 0    | 1    | 1    |
| 유도         | 2    | 1    | 3    |
| 조정         | 0    | 1    | 1    |
| 사격         | 1    | 0    | 1    |
| 스케이트보드 | 0    | 1    | 1    |
| 서핑         | 1    | 0    | 1    |
| 수영         | 1    | 1    | 2    |
| 태권도       | 0    | 2    | 2    |
| 트라이애슬론 | 1    | 0    | 1    |
| 배구         | 2    | 0    | 2    |
| 레슬링       | 1    | 0    | 1    |
| 전체         | 42   | 18   | 60   |

## 메달 집계
| 종목 | 1 | 2 | 3 | 합계 |
| 종목 | ' | ' | ' | '    |
| 종목 | ' | ' | ' | '    |
| 종목 | ' | ' | ' | '    |
| 합계 | ' | ' | ' | '    |

## 같이 보기
- 2024년 하계 올림픽